# Francisco Trincão
Francisco António Machado Mota de Castro Trincão (sinh ngày 29 tháng 12 năm 1999) là một cầu thủ bóng đá chuyên nghiệp người Bồ Đào Nha hiện đang thi đấu ở vị trí tiền vệ cánh cho câu lạc bộ Primeira Liga Sporting CP và đội tuyển bóng đá quốc gia Bồ Đào Nha.
Anh bắt đầu sự nghiệp của mình với Braga B, ra mắt đội một vào năm 2018 và giành chức vô địch Taça da Liga 2019–20 trong mùa giải thứ hai với câu lạc bộ. Vào tháng 1 năm 2020, anh ký hợp đồng với Barcelona với mức phí được báo cáo là 31 triệu euro, và thỏa thuận có hiệu lực vào tháng 7.
Trincão là cựu tuyển thủ trẻ người Bồ Đào Nha, đại diện cho đất nước của mình ở các cấp độ trẻ khác nhau và là một phần của đội U-19 đã giành chức vô địch châu Âu 2018, nơi anh đã giành được danh hiệu Vua phá lưới. Anh đã ra mắt đội một quốc tế vào năm 2020.

## Sự nghiệp câu lạc bộ

### Braga
Sinh ra ở Viana do Castelo, Trincão bắt đầu sự nghiệp thời trẻ của mình với câu lạc bộ quê hương Vianense. Anh ấy cũng đã có một câu thần chú ở Porto và hai ở Braga, nơi anh ấy đã hoàn thành quá trình phát triển của mình.
Trincão có trận ra mắt cấp cao vào ngày 2 tháng 4 năm 2016 cho đội dự bị của Braga ở Segunda Liga, khi vào sân thay Carlos Fortes ở phút 81 trong trận thua 2-1 trước Freamunde.. Anh ấy ghi bàn thắng đầu tiên của mình vào ngày 7 tháng 5 năm 2017, nhưng trong trận thua 2-3 trên sân nhà trước đội dự bị của Porto. Anh ghi bàn năm lần trong mùa giải 2017–18, bao gồm hai lần vào ngày 1 tháng 10 trong chiến thắng 5–4 trên sân nhà trước C.D. Nacional cho chiến thắng đầu tiên của mùa giải, và ký hợp đồng 5 năm mới khi kết thúc.
Vào ngày 28 tháng 12 năm 2018, Trincão đã chơi trận đấu đầu tiên với đội một trong chiến thắng 4–0 trước Vitória de Setúbal ở vòng bảng Taça da Liga, nơi anh vào thay Fransérgio ở phút 62. Năm ngày sau, huấn luyện viên Abel Ferreira đã cho anh ấy ra mắt Primeira Liga khi anh ấy vào sân thay Dyego Sousa trong bốn phút cuối cùng sau trận thua Marítimo trên sân nhà.
Trincão ghi bàn thắng đầu tiên cho Braga vào ngày 12 tháng 12 năm 2019 ở vòng bảng cuối cùng của UEFA Europa League, đồng thời hỗ trợ trong chiến thắng 4–2 trước Slovan Bratislava khi đội của anh ấy tiến ở vị trí đầu tiên. Ngày 4 tháng 1 tiếp theo, được ra sân đầu tiên ở giải đấu đầu tiên bởi huấn luyện viên mới Rúben Amorim, anh ấy đã ghi bàn thắng đầu tiên ở giải quốc nội trong trận hủy diệt Belenenses SAD 7–1 trên sân khách.. Ba tuần sau, anh ấy là người thay thế Galeno ở phút thứ 50 khi Arsenalistas giành chiến thắng trong trận chung kết cúp liên đoàn với Porto tại Estadio Municipal de Braga.

### Barcelona
Vào ngày 31 tháng 1 năm 2020, Barcelona thông báo việc chuyển nhượng Trincão, ban đầu có hiệu lực vào ngày 1 tháng 7. Anh ấy đã ký hợp đồng 5 năm với mức phí 31 triệu euro, kèm theo điều khoản mua đứt 500 triệu euro. Anh có trận ra mắt La Liga vào ngày 27 tháng 9, chơi 12 phút trong chiến thắng 4–0 trên sân nhà trước Villarreal. Anh được ra sân ngay từ đầu vào ngày 20 tháng 10 trong trận thắng 5–1 trên sân nhà trước Ferencváros ở vòng bảng UEFA Champions League, thay thế Antoine Griezmann ở vị trí tiền vệ cánh phải xuất phát và đang có một màn trình diễn tốt.
Trincão ghi bàn thắng đầu tiên vào ngày 7 tháng 2 năm 2021, khép lại chiến thắng 3–2 trên sân khách trước Real Betis ở giải quốc nội. Anh ấy đã lập thêm một cú đúp vào cuối tuần sau sau các pha kiến tạo của Ilaix Moriba và Lionel Messi, giúp đội chủ nhà đánh bại Alavés 5–1.
Vào ngày 4 tháng 7 năm 2021, Wolverhampton Wanderers thông báo việc ký hợp đồng với Trincão theo dạng cho mượn kéo dài một mùa giải, tùy thuộc vào giấy phép lao động và y tế, đồng thời có tùy chọn di chuyển vĩnh viễn trong tương lai; anh đoàn tụ với Pedro Neto, người mà anh đã chơi cùng khi còn nhỏ với Vianense và Braga. Anh ấy có trận ra mắt tại Premier League vào ngày 14 tháng 8, bắt đầu trong trận Wolves thua 0-1 trước Leicester City. Bàn thắng đầu tiên của anh ấy đến mười ngày sau, khi vào sân thay người ở hiệp hai trong chiến thắng 4–0 trước Nottingham Forest ở vòng hai EFL Cup.

## Sự nghiệp quốc tế

### Lúc trẻ
Vào tháng 7 năm 2018, Trincão là thành viên của đội tuyển Bồ Đào Nha đã giành chức vô địch UEFA châu Âu dưới 19 tuổi khi đánh bại Ý 4–3 sau hiệp phụ; anh ấy đã ghi một bàn trong trận đấu ở Seinäjoki, Phần Lan. Cùng với đồng đội Jota, anh ấy đã hoàn thành danh hiệu Vua phá lưới trong giải đấu với 5 bàn thắng, những bàn còn lại của anh ấy là cú đúp vào lưới Na Uy trong trận đấu ở vòng bảng đầu tiên và Ukraine trong trận bán kết 5–0. Tại FIFA U-20 World Cup 2019 ở Ba Lan, anh ấy đã chơi cả ba và ghi bàn thắng duy nhất trong trận thắng mở màn trước Hàn Quốc, mặc dù đội bóng của anh ấy không vượt lên khỏi nhóm.
Trincão giành được lần khoác áo đầu tiên ở cấp độ dưới 21 tuổi vào ngày 5 tháng 9 năm 2019, ghi một bàn và tham gia vào hai bàn thắng khác trong chiến thắng 4–0 trước Gibraltar cho vòng loại Giải vô địch châu Âu 2021. Anh ấy đã giúp người Bồ Đào Nha về đích ở vị trí á quân tại các trận chung kết ở Hungary và Slovenia, ghi một quả phạt đền trong trận thua Anh 2–0 ở vòng bảng.

### Cấp cao
Vào tháng 8 năm 2020, Trincão có lần đầu tiên được triệu tập cho các trận đấu của UEFA Nations League với Croatia và Thụy Điển vào tháng sau.. Anh có trận ra mắt vào ngày 5 tháng 9, thay cho Bernardo Silva ở phút 78 trong chiến thắng 4–1 trên sân nhà trước người cũ.

## Thống kê sự nghiệp

### Câu lạc bộ
Tính đến ngày 1 tháng 12 năm 2021
| Câu lạc bộ                     | Mùa giải            | Giải đấu            | Giải đấu | Giải đấu | Cúp quốc gia | Cúp quốc gia | Cúp Liên đoàn | Cúp Liên đoàn | Châu lục | Châu lục | Khác | Khác | Tổng cộng | Tổng cộng |
| Câu lạc bộ                     | Mùa giải            | Hạng đấu            | Trận     | Bàn      | Trận         | Bàn          | Trận          | Bàn           | Trận     | Bàn      | Trận | Bàn  | Trận      | Bàn       |
| ------------------------------ | ------------------- | ------------------- | -------- | -------- | ------------ | ------------ | ------------- | ------------- | -------- | -------- | ---- | ---- | --------- | --------- |
| Braga B                        | 2015–16             | LigaPro             | 4        | 0        | –            | –            | –             | –             | –        | –        | –    | –    | 4         | 0         |
| Braga B                        | 2016–17             | LigaPro             | 5        | 1        | –            | –            | –             | –             | –        | –        | –    | –    | 5         | 1         |
| Braga B                        | 2017–18             | LigaPro             | 30       | 5        | –            | –            | –             | –             | –        | –        | –    | –    | 30        | 5         |
| Braga B                        | 2018–19             | LigaPro             | 7        | 0        | –            | –            | –             | –             | –        | –        | –    | –    | 7         | 0         |
| Braga B                        | Tổng cộng           | Tổng cộng           | 46       | 6        | –            | –            | –             | –             | –        | –        | –    | –    | 46        | 6         |
| Braga                          | 2018–19             | Primeira Liga       | 6        | 0        | 1            | 0            | 1             | 0             | –        | –        | –    | –    | 8         | 0         |
| Braga                          | 2019–20             | Primeira Liga       | 27       | 8        | 2            | 0            | 3             | 0             | 7        | 1        | –    | –    | 39        | 9         |
| Braga                          | Tổng cộng           | Tổng cộng           | 33       | 8        | 3            | 0            | 4             | 0             | 7        | 1        | –    | –    | 47        | 9         |
| Barcelona                      | 2020–21             | La Liga             | 28       | 3        | 5            | 0            | –             | –             | 7        | 0        | 2    | 0    | 42        | 3         |
| Wolverhampton Wanderers (mượn) | 2021–22             | Premier League      | 10       | 0        | 0            | 0            | 1             | 1             | –        | –        | –    | –    | 11        | 1         |
| Tổng cộng sự nghiệp            | Tổng cộng sự nghiệp | Tổng cộng sự nghiệp | 117      | 17       | 8            | 0            | 5             | 1             | 14       | 1        | 2    | 0    | 146       | 19        |

1. ↑  Ra sân tại Supercopa de España

### Đội tuyển quốc gia
Tính đến ngày 4 tháng 9 năm 2021
| Đội        | Năm       | Trận | Bàn |
| ---------- | --------- | ---- | --- |
| Bồ Đào Nha | 2020      | 6    | 0   |
| Bồ Đào Nha | 2021      | 1    | 0   |
| Tổng cộng  | Tổng cộng | 7    | 0   |

## Honours
Braga
- Taça da Liga: 2019–20[13]

Barcelona
- Copa del Rey: 2020–21[35]

Portugal U19
- UEFA European Under-19 Championship: 2018[25]

Individual
- SJPF Young Player of the Month: January 2020, February 2020[36]
- UEFA European Under-19 Championship top scorer: 2018[37]